# Johannes Gessner
Johannes Gessner (Zurigo, 18 marzo 1709 – Zurigo, 6 maggio 1790) è stato un medico e naturalista svizzero.
Figlio del pastore protestante Christoph e di Esther Maag, dopo aver studiato scienze naturali a Zurigo, studiò dal 1726 medicina a Basilea e a Leida dove conobbe Albrecht von Haller. Insieme, Gessner e Haller studiarono medicina a Parigi, matematica a Basilea con Johann Bernoulli e nel 1729 fecero un viaggio attraverso la Svizzera, studiandone la flora.
Laureatosi in medicina a Basilea nel 1730, dal 1733 divenne professore di matematica e dal 1738 di fisica nel Collegio Carolinum di Zurigo
Fondò nel 1746 la Società di scienze naturali che presiedette fino alla morte. Ebbe per allievi figure importanti come Johann Caspar Lavater e Johann Georg Sulzer.